# Partenariat civil aux États-Unis
Aux États-Unis, un partenariat civil ou partenariat domestique (en anglais : domestic partnership) est une forme d'union civile reconnue par la ville, le comté, l'État ou l'employeur, qui peut être accordée aux couples de même sexe et, parfois, aux couples de sexe opposé. 
Bien que similaire au mariage, un partenariat civil ne confère aucun des droits et responsabilités conférés aux couples mariés par le gouvernement fédéral. Les partenariats civils sont déterminés par chaque État ou juridiction locale, de sorte qu'il n'y a pas de cohérence au niveau national entre les droits, les responsabilités et les avantages des différents couples concernés. L'expression domestic partnership n'est pas utilisé de manière uniforme : certaines juridictions utilisent les termes civil union (union civile) ou civil partnership (partenariat civil).
Les couples qui vivent dans des localités sans partenariat civil peuvent volontairement conclure un accord de partenariat privé et informel, précisant leurs obligations mutuelles ; toutefois, cela implique la rédaction d'un certain nombre de documents juridiques distincts, comme le testament, la procuration, les directives en matière de santé, les accords de garde d'enfants, etc. Sans reconnaissance de l'accord par les pouvoirs publics, ces dispositions du partenariat peuvent être ignorées par les hôpitaux, les professionnels de la santé ou d'autres personnes, et peuvent être déclarées nulles par les tribunaux d'État en cas de litige sur la garde des enfants ou sur la succession d'un partenaire décédé. 

Lois concernant les partenariats de même sexe similaires au mariage par état, comté et niveau local aux États-Unis
Same-sex unions similar to marriage
Domestic partnership granting limited/enumerated privileges
State grants benefits to state employees
Same-sex unions not provided
.

Lois des États concernant les unions de même sexe similaires au mariage aux États-Unis
Domestic partnerships or civil unions granting state privileges of marriage
Domestic partnerships granting limited/enumerated privileges
No same-sex unions similar to marriage
Same-sex and opposite-sex unions similar to marriage banned

- Same-sex unions similar to marriage
- Domestic partnership granting limited/enumerated privileges
- State grants benefits to state employees
- Same-sex unions not provided

## Origine dans les municipalités californiennes
En août 1979, le militant des droits des homosexuels Tom Brougham a proposé une nouvelle catégorie de relations appelée partenariat domestique. Cela ne concernait au début que deux personnes qui résidaient ensemble mais pas les personnes homosexuelles. De nouvelles dispositions ont ensuite été ajoutées afin de permettre aux partenaires de disposer d'une responsabilité financière mutuelle à condition qu'ils aient tous deux 18 ans minimum et puissent souscrire un contrat légal. 

### San Francisco
En 1982, la disposition de Brougham a été changée par Harry Britt, membre du conseil de San Francisco et personne homosexuelle ayant succédé à Harvey Milk. Sa version a fait l'objet d'un accord de San Francisco, toutefois, Dianne Feinstein, maire de la ville, a subi des pressions de la part de l'Église catholique et a finalement opposé son veto au projet de loi. C'est en 1989 seulement qu'une loi sur le partenariat civil a enfin été adoptée dans cette ville. Cependant, les électeurs n'ont pas tardé à abroger à nouveau cette loi par le biais d'une initiative populaire. À la suite de cela, une autre version a été entérinée par une nouvelle initiative électorale. C'est finalement la proposition K des années 1990, écrite encore une fois par le même Britt, qui a pu faire avancer la loi. Aujourd'hui, la ville offre un statut de partenaire national distinct et différent en ce qui concerne les avantages offerts par l’État et les habitants peuvent demander les deux formules. 
Pour la commission des droits humains de San Francisco. Le terme partenaire national a été utilisé en 1982 dans une action en justice intentée par Larry Brinkin, il était alors employé de la Commission des droits humains à Southern Pacific Railway. Il venait de perdre son partenaire. Après s'être vu refuser les trois jours de congé de deuil payé pourtant accordés aux employés mariés, il a décidé d'intenter un procès soutenu par l'ACLU. Il a finalement perdu son procès parce que le juge a souscrit aux propos de l'employeur qui prétendait qu'il n'y avait pas moyen de vérifier si la relation était légitime ou non 

### Berkeley
En 1983, le conseil municipal de Berkeley, en Californie a nommé à la commission des relations humaines et du bien-être Leland Traiman, comme vice président. Il s'agissait d'un activiste homosexuel. Il a œuvré avec Tom Brougham, membre du club démocrate gay/ lesbien d'East Bay, et l'avocat Matt Coles, pour influencer le groupe de travail sur les partenaires nationaux. Ils ont ainsi pu proposer un texte qui a servi ensuite de modèle pour les politiques en matière de partenariat national sur l'union civile dans le monde entier. En 1984, la commission des relations humaines et du bien-être social de la ville de Berkeley a proposé une audience publique pour traiter du fait que seul l'examen de l'utilisation du mariage pouvait déterminer les avantages et les responsabilités d'un couple. Cette audience a permis de proposer de nouvelles dispositions. Une politique a pu être proposée au conseil municipal et une copie envoyée au conseil scolaire de Berkeley. Cependant, en juillet 1984, le conseil municipal a rejeté cette proposition en affirmant que ce serait trop coûteux. De son côté, le conseil scolaire, a adopté cette politique le 1er août 1984. La motion du conseil scolaire a alors pu être présentée par Ethel Manheimer, membre du conseil et militante communautaire. 
En 1984, les progressistes de la liste des Berkeley Citizens 'Action (BCA) ont clairement soutenu la politique de partenariat national. Le club démocrate lesbien / gay d'East Bay a élu Slate BCA. C'était la première fois que ce sujet apparaissant dans une campagne électorale. Lors de la première réunion du nouveau conseil municipal de Berkeley en 1984, la politique visant à étendre les avantages des employés aux couples non mariés de tous les sexes a pu être adoptée. Le premier couple à demander des prestations en vertu de la politique de sex-neutre de Berkeley était Brougham et son partenaire, Barry Warren. 
Le conseil municipal n'a pas créé de registre pour les partenaires nationaux avant 1991. Le 11 octobre 1991, 28 couples masculins lesbiens et gays et un couple hétérosexuel ont enregistré leur partenariat. Le registre et les prestations ont également été étendus aux couples non-résidents la même année. 

### West Hollywood
John Heilman en 1985, West Hollywood, membre du conseil municipal, introduit avec succès la législation partenaire national pour les résidents de la ville et les employés qui avait été adoptée par le conseil municipal et a, par la même occasion, créé le premier registre de partenariat domestique.

## Statut selon l'État

### Californie
La Californie a créé le premier partenariat national au niveau des États aux États-Unis en 1999. Il est disponible pour les couples de même sexe de tout âge (+de 18 ans) c'est également valable pour les couples de sexe opposé dont au moins l'un d'entre eux a 62 ans ou plus. 
Le 4 septembre 2003, la législature de la Californie a adopté un projet de loi qui élargit les droits et les responsabilités juridiques de l’État concernant le mariage et les partenariats nationaux. La législation californienne a été la première politique américaine relative aux couples de même sexe élaborée par une législature sans ordonnance judiciaire. La loi est entrée en vigueur le 1er janvier 2005. 
Les ordonnances relatives aux partenariats domestiques municipaux restent aujourd'hui en vigueur à moins qu'elles ne soient abrogées par leurs gouvernements respectifs. Ainsi, les résidents de San Francisco, West Hollywood et de quelques autres localités peuvent choisir entre un partenariat domestique local, un partenariat domestique californien ou plus simplement, un mariage. . 
L'État de Californie a mis au point un centre d'auto-assistance en ligne qui des ressources et des informations pour aider les partenaires nationaux dans de nombreux domaines : archivage de partenariats nationaux, dissolution de partenariats nationaux, problèmes parentaux, questions fiscales, etc.

### Colorado
Depuis le 1er juillet 2009, les couples non mariés sont légalement en mesure de signer un accord de bénéficiaire désigné leur accordant des droits limités. Une loi sur les unions civiles est entrée en vigueur dès le 1er mai 2013. 

### District de Columbia
Washington D.C. a reconnu les partenariats nationaux depuis 1992. Néanmoins, le Congrès a interdit au district de dépenser des fonds locaux pour appliquer la loi. L’interdiction a toutefois été levée dans la loi sur les crédits fédéraux du district pour l’exercice 2002. Le partenariat domestique est ouvert à tous et toutes. Tous les couples enregistrés en tant que partenaires domestiques ont alors les mêmes droits que les membres de la famille. Ainsi, par exemple pour rendre visite à leurs partenaires à l'hôpital ou pour prendre des décisions concernant le traitement des restes de leur partenaire après son décès. La mesure accorde également aux employés du gouvernement du district de Columbia d'autres possibilités comme l'éligibilité à la couverture de santé, ils peuvent utiliser les congés annuels ou non payés pour la naissance ou l'adoption d'un enfant à charge ou encore s'occuper d'un partenaire domestique ou de personnes à la charge d'un partenaire. Ils peuvent organiser des funérailles d'un partenaire décédé. La loi no 16-79 de la DC relative à l’égalité de partenariat domestique de 2006 est entrée en vigueur le 4 avril 2006. Elle prévoit qu'un partenaire domestique a les mêmes droits qu'un conjoint en matière de succession, d'homologation, de tutelle et d'autres droits traditionnellement accordés aux époux. 
Le 6 mai 2008, le conseil de DC a approuvé l'ajout de 39 nouvelles dispositions à la loi concernant les partenaires nationaux. Désormais, les couples homosexuels s'enregistrant en tant que partenaires nationaux bénéficieront des mêmes droits et des avantages du mariage en vertu de la loi du district. 

### Hawaï
L'enregistrement des bénéficiaires a été adopté en 1997. La loi existe et est entrée en vigueur au 1er juin 1997. 

### Maine
En avril 2004, la loi adoptée et entrée en vigueur en juillet 2004, confère aux personnes homosexuelles des droits de succession sur les biens de leur partenaire. Le 6 mai 2009, le gouverneur du Maine ainsi que la législature ont adopté une loi légalisant le mariage homosexuel, mais le 3 novembre 2009, cette même loi a été abrogée par les électeurs,. Le Maine a finalement légalisé le mariage de même sexe en décembre 2012. 

### Maryland
Depuis le 1er juillet 2008, les couples non mariés ont la possibilité de signer un accord de bénéficiaire désigné qui leur accorde quelques droits seulement comme celui de rendre visite à l'hôpital, de partager une chambre dans une maison de retraite et le droit. prendre des décisions concernant les funérailles. Une loi sur le mariage homosexuel est entrée en vigueur le 1er janvier 2013. 

### Nevada
Au Nevada, les couples bénéficient des droits, obligations et mêmes responsabilités que dans le cadre du mariage et ils sont légalement disponibles depuis le 1er octobre 2009. Cependant, la loi limites les droits en matière de santé. En outre, en raison du caractère vague de la formulation de la loi, la plupart des sociétés et entités du Nevada refusent de reconnaître ou d’accorder des avantages ou des droits majeurs aux partenaires nationaux enregistrés, laissant ainsi l’action judiciaire comme le seul moyen de recueillir des droits individuels. 

### New Jersey
Dans le New Jersey dès le 30 juillet 2004, les couples homosexuels ou non ont les mêmes droits. Cependant, le 25 octobre 2006, la Cour suprême du New Jersey a statué qu'en vertu de la constitution de l'État du New Jersey, l'État ne pouvait refuser les avantages du mariage aux couples de même sexe, bien que la cour ait laissé à la législature le soin de décider si ces relations mariage ou d'utiliser un terme différent. Conformément à la décision de la cour, le 14 décembre 2006, l'Assemblée législative du New Jersey a adopté un projet de loi établissant l'union civile pour les couples de même sexe, qui a été promulgué par le gouverneur le 21 décembre 2007 et est entré en vigueur le 19 février 2007. 

### Oregon
Le gouverneur de l'Oregon, Ted Kulongoski, a promulgué le 9 mai 2007 une nouvelle loi sur le partenariat domestique. La loi Oregon Family Fairness Act confère des droits fondamentaux aux couples homosexuels comme la possibilité de remplir conjointement des formulaires d'assurance, des droits de visite à l'hôpital et des droits relatifs au partenaire décédé. Un tribunal fédéral a différé l'application initiale de la loi, mais l'injonction a été levée le 1er février 2008 et la loi est entrée en vigueur le 4 février.

### Washington
Dans l’État de Washington , Christine Gregoire, la gouverneure, a promulgué une loi autorisant le partenariat domestique le 21 avril 2007. La loi, entrée en vigueur le 22 juillet 2007 autorise les couples homosexuels à s'inscrire dans un registre permettant de bénéficier de droits de visite à l’hôpital, d’autoriser des autopsies ou encore des dons d’organes, ainsi que des droits de succession en l’absence de testament. Cela est constitutif à l'adoption en 1998 d'un projet de loi par la législature de l'État de Washington qui définissait le mariage uniquement d'un point de vue hétérosexuel, cette loi a été confirmée par la Cour suprême de l'État de Washington en 2006. 
Le mariage homosexuel a été légalisé à Washington le 6 décembre 2012. Ceci a impliqué une adaptation de la loi sur les partenariats le 30 juin 2014, les partenariats domestiques ne sont disponibles que si l'un au moins des partenaires est âgé de soixante-deux ans ou plus.

### Wisconsin
Le Wisconsin est le premier État du Midwest à autoriser officiellement les unions homosexuelles. Sur une trentaine d'États interdisant le mariage et l'union civile pour les couples homosexuels, le Wisconsin a été le premier à adopter des partenariats domestiques. 
Le 5 mars 2009, Jim Doyle, le gouverneur du Wisconsin a proposé un projet de loi sur les partenariats entre personnes homosexuelles au Wisconsin. 
En juin 2009, l'Assemblée et le Sénat de l'État du Wisconsin ont adopté le budget biennal de l'État, qui prévoit la protection des partenariats nationaux des couples de même sexe de l'État,. 
Le 29 juin 2009, le gouverneur Jim Doyle a approuvé les avantages d'un partenariat national limité pour les couples homosexuels habitant dans le Wisconsin. 
Le 23 juillet 2009, trois membres du Wisconsin Family Action ont déposé une requête devant la cour suprême du Wisconsin pour déclarer le registre des partenaires nationaux inconstitutionnel en regard de la modification de la protection du mariage de l'État. 
La loi est entrée en vigueur le 3 août 2009. 
Le 4 novembre 2009, la Cour suprême du Wisconsin a rejeté Appling v. Doyle. L'action familiale du Wisconsin et les partenaires nationaux ont contesté. 
Le 13 mai 2011, Scott Walker, le gouverneur demande le retrait de la défense du registre des partenariats nationaux par l'État. 
Le juge Dan Moeser du comté de Dane déclare le 20 juin 2011 que le registre des partenariats nationaux ne violait pas la constitution de l'État, il estime en effet que l'État « ne reconnaissait pas le partenariat domestique d'une manière qui, même de loin, ressemble à la manière dont l'État reconnaît le mariage ». 

### Autres états
De nombreux États restent encore sur des accords liés au droit coutumier. Ce sont des partenariats nationaux, qui, de facto, permettent la propriété partagée et la reconnaissance judiciaire de leurs relations.

## Autres juridictions

### Forces armées
Le 11 février 2013, le secrétaire à la Défense, Leon Panetta, a soumis un mémorandum pour décrire les avantages mis à la disposition des membres des services dans les partenariats nationaux. Ces avantages pour les personnes homosexuelles doivent inclure : 
- Cartes d'identité dépendantes
- Privilèges de commissaires
- Privilèges d'échange
- Privilèges de moral, de bien-être et de loisirs
- Enquêtes auprès des familles de militaires
- Examen tous les 4 ans de la qualité de vie
- Sortie de secours
- Congé d'urgence
- Programme de parrainage jeunesse
- Programmes jeunesse
- Programmes du centre familial
- Conseils en matière d'agression sexuelle
- Affectation de tâches communes
- Exemption des zones d'incendie hostile
- Transport
- Transport à destinations des personnes à charge
- Indemnité d'invalidité et de décès
- Indemnités décès
- Déplacement en avion
- Garde d'enfants
- Assistance légale

La mise en œuvre du plan a été annulée lorsque la Cour suprême a rendu son avis dans l' affaire États-Unis v. Windsor. 